# تغطية ويكيبيديا للسياسة الأمريكية
حظيت السياسة الأمريكية في ويكيبيديا باهتمام كبير من وسائل الإعلام. فمنذ تأسيسها في عام 2001، قدمت ويكيبيديا تغطية لستة انتخابات رئاسية في الولايات المتحدة، وستة انتخابات نصفية على المستوى الفيدرالي، والعديد من الانتخابات "خارج السنة" على مستوى الولايات والانتخابات الخاصة.
حظيت ويكيبيديا بآراء متباينة حول تغطيتها السياسية، حيث أشاد البعض بحيادها السياسي، بينما رأى آخرون أنها تتسم بتحيز أيديولوجي. ومن الانتقادات غير الأيديولوجية الموجهة إلى ويكيبيديا أن معايير المشروع الداخلية المتعلقة بالملحوظية تميل إلى تفضيل شاغلي المناصب من أي حزب على حساب المرشحين المنافسين، كما تميل إلى تفضيل الأشخاص في المهن التي يهيمن عليها الرجال على النساء. ونتيجة لذلك، يحصل المرشحون الشاغلون للمناصب في الانتخابات البارزة على كميات كبيرة من الزيارات، بينما لا يحظى المرشحون المنافسون الذين ليس لديهم إنجاز بارز آخر، مثل كونهم رياضيين محترفين، بمقالات خاصة بهم أو يتم إعادة توجيههم إلى مقالة عامة عن الانتخابات. وقد دارت نقاشات كبيرة داخل المشروع حول النقطة المناسبة لإنشاء مقالة خاصة بمرشح منافس، خصوصًا إذا كان هذا المرشح هو مرشح أحد الحزبين الرئيسيين المسيطرين على السياسة الأمريكية، أو إذا كان المنصب المتنافس عليه ذا أهمية كبيرة، أو إذا اعتبرت المصادر أن لدى المرشح فرصة للفوز في الانتخابات.
قدرة أي شخص على تحرير ويكيبيديا أدت، في المقابل، إلى حالات حاول فيها شخصيات سياسية أو العاملون لديهم تغيير محتوى المقالات المتعلقة بهم أو بمنافسيهم بشكل مباشر. وقد أدى ذلك إلى تدقيق مكثف بشأن تعديلات موظفو الكونجرس الأمريكي على ويكيبيديا.

## النشاط التحريري

### الانتخابات الرئاسية الأمريكية 2016
في المراحل المبكرة من الانتخابات الرئاسية الأمريكية لعام 2016، أفادت صحيفة نيويورك أوبزرفر أن مقالة ويكيبيديا عن دونالد ترامب كانت الأكثر نشاطًا بين مقالات المرشحين للرئاسة الأمريكية لعام 2016. وأشارت صحيفة نيويورك تايمز إلى أن المقالة عادة ما تجذب مشاهدات أكثر من منافسيه الجمهوريين. وفي سبتمبر 2016، ذكرت بيزنس إنسايدر أن موضوع المقالة كان من بين أكثر 29 شخصية مثيرة للجدل على ويكيبيديا. وفي الشهر التالي، أفادت نيويورك أوبزرفر أن المقالة كانت أكبر حجمًا من مقالات جورج دبليو بوش وباراك أوباما. كما ذكرت واشنطن بوست أن المقالة حظيت بأكثر من ثلاثة أضعاف عدد التعديلات مقارنة بمقالة هيلاري كلينتون منذ يناير 2015. وكانت المقالة ثاني أكثر المقالات تعديلًا في ويكيبيديا الإنجليزية لعام 2016، وعلّقت عليها وسائل إعلام مثل بيلبورد وبي سي ماج وذا فيرج وغيرها.
بعد انتخاب دونالد ترامب، أصبحت مقالته ثاني أكثر المقالات مشاهدة على ويكيبيديا الإنجليزية في عام 2017، حيث حصدت 29.6 مليون مشاهدة، ووردت عنها تقارير في وسائل إعلام مثل ماشابل ونيوزشب وفينتشر بيت وغيرها. وفي عام 2018، تناولت وسائل الإعلام المقالة بسبب حالات تخريب الصور.

### هجوم مبنى الكونجرس الأمريكي في 6 يناير
في حوالي الساعة 1:30 ظهرًا بتوقيت شرق الولايات المتحدة في 6 يناير 2021، قام مستخدم ويكيبيديا "جايسون مور" بإنشاء صفحة حول هجوم مبنى الكابيتول الأمريكي في يوم 6 يناير. في البداية، كانت الصفحة تحمل اسم "تجمع دونالد ترامب في يناير 2021". وبعد أن تحول التجمع إلى هجوم، قام مجتمع ويكيبيديا بسرعة بتوسيع المقالة، حيث وصلت إلى 3000 كلمة بحلول منتصف الليل بتوقيت المملكة المتحدة. وبحلول 15 يناير، زاد عدد الكلمات إلى أكثر من 10,000. وأثناء تطور الحدث، تم إصدار بيان في مجموعة على فيسبوك شائعة بين المحررين، يحث الأعضاء المقيمين في واشنطن العاصمة على عدم تعريض حياتهم للخطر بالتقاط صور للحدث من أجل ويكيميديا كومنز. وذكرت المستخدمة "مولي وايت"، التي بدأت تعديل المقالة منذ إنشائها، أنها رأت أن تعديل المقالة أفضل من متابعة الأخبار بطريقة "التصفح السلبي". وتم بسرعة وضع المقالة تحت الحماية، مما يتطلب من الحسابات أن تكون بسن معين وعدد محدد من التعديلات لتتمكن من تحرير الصفحة.
في الساعات التي تلت الهجوم، بدأ محررو ويكيبيديا بمناقشة عنوان المقالة الخاصة بالهجوم. كان هناك اتفاق بين المعلقين على أن العنوان المستخدم في ذلك الوقت، "احتجاجات الكابيتول الأمريكية 2021"، غير كافٍ. ومع ذلك، كان هناك الكثير من الخلاف حول الاسم البديل المناسب. تضمنت بعض الخيارات المقترحة تسميته بـ "تمرد"، "شغب"، أو "انقلاب". واستشهد أنصار العناوين المختلفة بصفحات داخلية في ويكيبيديا ومصطلحات مستخدمة في المصادر الإخبارية لدعم مواقفهم. وفي 7 يناير، قام إداري ويكيبيديا CaptainEek بتغيير اسم المقالة إلى "اقتحام الكابيتول الأمريكي 2021"، على الرغم من استمرار المحاولات لتغيير الاسم.

## تحرير من قبل العاملين السياسيين
تسببت بعض تعديلات ويكيبيديا من قبل موظفي الكونجرس الأمريكي في إثارة الجدل، لا سيما في الفترة من أوائل إلى منتصف عام 2006. تلقت عدة حالات من هذا القبيل، مثل تلك التي تتعلق بمارتن ميهان، نورم كولمان، كونراد بيرنز، جو بايدن، توم هاركين، وتوم كوبرن، اهتمامًا إعلاميًا كبيرًا. في حين تم الإبلاغ عن حالات أخرى مثل تلك التي تخص جيل جوتكنخت، ديفيد ديفيس، ومايك بنس، لكنها نالت تغطية أقل شيوعًا.
تم تعديل معلومات السيرة الذاتية لعدد من السياسيين بواسطة موظفيهم الخاصين لإزالة المعلومات غير المرغوب فيها (بما في ذلك العبارات التحقيرية المقتبسة أو الوعود الانتخابية المكسورة)، إضافة معلومات إيجابية أو "مدائح" مبالغ فيها، إضافة معلومات سلبية إلى سير خصومهم، أو استبدال المقالة جزئيًا أو كليًا بسير ذاتية كتبها الموظفون أنفسهم.
في 27 يناير 2006، نشرت صحيفة "ذا صن" مقالًا بعنوان "إعادة كتابة التاريخ تحت القبة"، الذي كشف عن تعديل موظفي الكونغرس لمقال ويكيبديا المتعلق بالنائب مارتي ميهان. وكشفت تحقيقات إضافية من قبل محرري ويكيبيديا عن أكثر من ألف تعديل من عناوين IP مخصصة إما لمجلس النواب أو مجلس الشيوخ. وجد محررو ويكيبيديا أن معظم التعديلات كانت تعتبر بحسن نية، لكن قلة من التعديلات كانت تعتبر غير ملائمة. تم حظر عنوان واحد على الأقل من العناوين المشاركة من إجراء التعديلات المستقبلية.
في عام 2011، علقت المرشحة السابقة لمنصب نائب الرئيس سارة بالين على تاريخ بول ريفير. أدى ذلك إلى محاولات من مؤيدي بالين لتغيير مقالة ويكيبيديا عنه لتتوافق مع تعليقاتها.
أنشأ إيد سامرز، وهو مطور ويب، في عام 2014 حسابًا على تويتر لتنبيه أي تغييرات يتم إجراؤها من عنوان بروتوكول الإنترنت المرتبطة بالكونغرس الأمريكي: @congressedits كان حساب تويتر آليًا تم إطلاقه في عام 2014، وكان يغرّد بالتغييرات المجهولة التي تُجرى على مقالات ويكيبيديا والتي تنبع من عناوين بروتوكول الإنترنت التي تعود إلى الكونغرس الأمريكي. وكانت التغييرات تُفترض أنها تمت بواسطة موظفي الممثلين والسناتورات الأمريكيين المنتخبين. في سبتمبر 2018، نشر محرر مجهول من الكونغرس معلومات شخصية لعدة سناتورات جمهوريين في مقالاتهم، مما أدى إلى حظر حساب CongressEdits من تويتر.
في أغسطس 2014، اقترح معهد كاتو أن يقوم موظفو الكونغرس بقضاء وقت فراغهم في تحرير ويكيبيديا. وقد دعم مجلس استضافه المعهد الفكرة بحيث يمكن لموظفي الكونغرس استخدام وقتهم لكتابة مقالات محايدة ومفيدة حول التشريعات المقترحة بهدف تثقيف الجمهور بشكل أفضل. اعتبر الخبراء في المجلس أن العقبتين الرئيسيتين لهذا الأمر هما الشكوك حول ويكيبيديا وتاريخ التحرير المتحيز من قبل موظفي الكونغرس. واقترح معهد كاتو أن إحدى الطرق للتغلب على هذه القضايا هي أن يقوم الموظفون بإنشاء حسابات مستخدمين وصفحات تعريفية تكشف عن روابطهم بالكونغرس.
في 27 سبتمبر 2018، تم تعديل صفحة توضيح مصطلح بـ "مثلث الشيطان" من عنوان IP تابع لمجلس النواب لوصفه كلعبة شرب، مما يتماشى مع شهادة مرشح المحكمة العليا بريت كافانو حول استخدامه لهذا المصطلح في دفتر تخرج مدرسته الثانوية.

## تقييمات التحيز والنزاهة
في عدد سبتمبر 2010 من الأسبوعية المحافظة "هيومان إيفينتس"، قدم رووان سكاربورو نقدًا لتغطية ويكيبيديا للسياسيين الأمريكيين البارزين في الانتخابات النصفية الأمريكية التي كانت تقترب كدليل على تحيز ليبرالي منهجي. قارن سكاربورو المقالات البيوغرافية لخصوم الليبراليين والمحافظين في سباقات مجلس الشيوخ في الانتخابات التمهيدية الجمهورية في ألاسكا والانتخابات العامة في ديلاوير ونيفادا، مع التركيز على كمية التغطية السلبية للمرشحين المدعومين من حركة حزب الشاي. كما استشهد أيضًا بانتقادات من الكاتب لورانس سولومون واقتبس بالكامل القسم الافتتاحي لمقال ويكيبيديا عن "كونسيرافيديا" كدليل على التحيز الكامن.
في كتاب "هل ويكيبيديا منحازة؟" (2012)، فحص المؤلفون عينة من 28,382 مقالًا متعلقًا بالسياسة الأمريكية اعتبارًا من يناير 2011، وقاموا بقياس درجة انحيازها باستخدام "مؤشر التحيز" بناءً على طريقة طورها الاقتصاديان ماثيو جنتزكاو وجيسي شابيرو في 2010 لقياس التحيز في وسائل الإعلام الصحفية. يفترض هذا المؤشر قياس الميل الأيديولوجي إما نحو الديمقراطيين أو الجمهوريين استنادًا إلى العبارات الرئيسية داخل النص مثل "الحرب في العراق"، "حقوق الإنسان"، "عجز التجارة"، "النمو الاقتصادي"، "الهجرة غير الشرعية" و"أمن الحدود". يتم تعيين مؤشر انحياز لكل عبارة استنادًا إلى مدى استخدامها من قبل أعضاء الكونغرس الأمريكي من الديمقراطيين مقابل الجمهوريين، ويتم تعيين هذا التقييم إلى مساهمة في ويكيبيديا تحتوي على نفس العبارة الرئيسية. خلص المؤلفون إلى أن المقالات الأقدم من السنوات الأولى لويكيبيديا كانت تميل نحو الديمقراطيين، في حين أن المقالات التي تم إنشاؤها حديثًا كانت أكثر توازنًا. وأشاروا إلى أن المقالات لم تغير انحيازها بشكل كبير بسبب المراجعة، بل أن المقالات الأحدث التي تحتوي على وجهات نظر معاكسة كانت مسؤولة عن تحقيق التوازن في المتوسط العام.
في دراسة متابعة أمريكية أكثر شمولًا، "هل يكتب الخبراء أم الذكاء الجماعي مع انحياز أكبر؟ أدلة من موسوعة بريتانيكا وويكيبيديا" (2018)، قام غرينشتاين وزو بمقارنة حوالي 4,000 مقالًا متعلقًا بالسياسة الأمريكية بين ويكيبيديا (المكتوبة بواسطة مجتمع عبر الإنترنت) والمقالات المطابقة من موسوعة بريتانيكا (المكتوبة بواسطة خبراء) باستخدام طرق مشابهة لدراستهم في 2010 لقياس "التحيز" (ديمقراطي مقابل جمهوري) وقياس درجة "الانحياز". وجد المؤلفون أن "مقالات ويكيبيديا أكثر انحيازًا نحو الآراء الديمقراطية مقارنة بمقالات بريتانيكا، كما أنها أكثر تحيزًا"، وخاصة تلك التي تركز على حقوق الإنسان، والشركات، والحكومة. بينما كانت المقالات المتعلقة بالهجرة تميل نحو الآراء الجمهورية. كما وجدوا أن "(ا)لتمييز في التحيز بين المقالات يقل كلما زادت التعديلات" وعندما تم تعديل المقالات بشكل كبير، كان الفرق في التحيز مقارنة ببريتانيكا ضئيلًا من الناحية الإحصائية. الاستنتاج، بحسب المؤلفين، هو أنه "يجب أن تساهم العديد من المساهمات لتقليل التحيز والانحياز الكبير إلى شيء قريب من الحياد".
خلال الانتخابات الرئاسية الأمريكية لعام 2020، كتبت مجلة "فوكس": "في دورة انتخابية أخرى تميزت بوفرة المعلومات المضللة من مجموعة متنوعة من المصادر، تريد ويكيبيديا — ومهيأة لتكون — مصدرًا دقيقًا ومُدققًا للحقائق المحايدة". وفي نفس الفترة، لاحظت مجلة "وايرد": "نظرًا جزئيًا لسمعتها في الحياد، والطريقة التي تجمع بها المصادر للقراء، لعبت ويكيبيديا دورًا متزايدًا في السياسة الأمريكية أيضًا. لم يعد من غير المعتاد أن يرى مرشحو مجلس الشيوخ — بما في ذلك العديد من المرشحين البارزين الذين يترشحون الآن — عدة آلاف من الزيارات لصفحاتهم في أي يوم". وأضافت "وايرد" أن في مجال السياسة، "طورت ويكيبيديا معيارًا خاصًا، يُطبق نظريًا على الجميع: لا يتمتع أي مرشح للمنصب التلقائي بالأهمية إلا إذا شغل منصبًا منتخبًا سابقًا أو حقق شهرة في حياته الخاصة". وقد وجدت "وايرد" أن هذا المبدأ يوفر ميزة للمسؤولين الحاليين وعيبًا للمتحدين، مشيرة إلى أن "اختبار الحيادية لويكيبيديا لا يفضل فقط المسؤولين السياسيين؛ بل يفضل أيضًا الأشخاص — من داخل النظام، المشاهير، الرجال — الذين يتمتعون بالفعل بمكانة بارزة في التسلسل الاجتماعي والاقتصادي الذي قد يرغب آخرون في السياسة في دمقرطته".